# Hector de Soubeyran de Saint-Prix
Pour les articles homonymes, voir Soubeyran et Saint-Prix.
Hector Soubeyran de Saint-Prix, né le 12 juillet 1756 à Saint-Péray (généralité de Montpellier, actuel département de l'Ardèche), mort le 2 septembre 1828 dans la même ville, est un homme politique de la Révolution française. 
Entre 1791 et 1799, il est député de l'Ardèche à l'Assemblée nationale législative, à la Convention nationale où il siège sur les bancs de la Gironde, et au Conseil des Cinq-Cents. 

## Biographie
Hector Soubeyran de Saint-Prix est issu d'une famille de la noblesse du Haut-Vivarais. Son père, Claude Soubeyran de Saint-Prix est « bailli et juge de la comté de Crussol », époux de Catherine Vincent de Mazade.

### Mandat à la Législative
La France devient une monarchie constitutionnelle en application de la constitution du 3 septembre 1791. 
La monarchie prend fin à l'issue de la journée du 10 août 1792 : les bataillons de fédérés bretons et marseillais et les insurgés des faubourgs de Paris prennent le palais des Tuileries. Louis XVI est suspendu et incarcéré, avec sa famille, à la tour du Temple. 
En septembre 1792, Hector Soubeyran de Saint-Prix est réélu député de l'Ardèche, le deuxième sur sept, à la Convention nationale. 
Il siège sur les bancs de la Gironde. Lors du procès de Louis XVI, il vote « la mort avec sursis jusqu'à la paix et après l'expulsion des Bourbons », et se prononce en faveur de l'appel au peuple et du sursis à l'exécution de la peine. Le 13 avril 1793, il vote en faveur de la mise en accusation de Jean-Paul Marat. Le 9 mai, celui-ci le dénonce, dans son journal, comme membre de la « faction des hommes d’État ». Le 28 mai, il vote en faveur du rétablissement de la Commission des Douze.
Le 3 octobre, après le rapport de Jean-Pierre-André Amar (député de l'Isère), membre du Comité de sûreté générale, Hector Soubeyran de Saint-Prix  est décrété d'arrestation pour avoir signé la protestation contre les journées du 31 mai et du 2 juin. Lui et les autres signataires sont libérés et réintégrés à la Convention le 18 frimaire an III (le 8 décembre 1794). 

### Mandat aux Cinq-Cents
Sous le Directoire, Hector Soubeyran de Saint-Prix est réélu député et siège au Conseil des Cinq-Cents. Il est tiré au sort pour quitter le Conseil le 1er prairial an VI (le 20 mai 1798). Il est réélu député au Conseil lors des élections législatives de l'an VI (1798).
En 1800, il est nommé juge au tribunal civil de Privas, fonctions qu'il conserve sous les Cent-Jours. Sous la Seconde Restauration, la loi du 12 janvier 1816 contre les régicides le contraint à s'exiler en Belgique. Grâce à l'intervention de ses enfants, le 3 octobre 1817, qui font valoir ses votes en faveur de l'appel au peuple et du sursis, il se voit accorder la remise pleine et entière de sa peine le 25 décembre 1818. De retour en France, il demande en vain, le 26 octobre 1819, une pension de retraite correspondant à ses anciennes fonctions de juge.

## Descendance
- Son fils Ernest de Saint-Prix est un dirigeant républicain de la Montagne lors de la Deuxième République.
- Son petit-fils Oscar Soubeyran de Saint-Prix, personnalité politique de l’Ardèche, maire de Saint-Péray, député puis sénateur sous la Troisième République.